# Spiraea vacciniifolia
Spiraea vacciniifolia är en rosväxtart som beskrevs av David Don. Spiraea vacciniifolia ingår i släktet spireor, och familjen rosväxter. Inga underarter finns listade i Catalogue of Life.